# Fallicambarus caesius
Fallicambarus caesius är en kräftdjursart som beskrevs av Hobbs 1975. Fallicambarus caesius ingår i släktet Fallicambarus och familjen Cambaridae. IUCN kategoriserar arten globalt som livskraftig. Inga underarter finns listade i Catalogue of Life.